# Gustav von Sommerfeld
Gustav Ernst Julius Wilhelm von Sommerfeld (* 9. März 1837 in Luxemburg; † 9. Januar 1905 in Berlin) war ein preußischer Generalmajor.

## Leben

### Herkunft
Gustav war ein Sohn des preußischen Generalmajors Ernst von Sommerfeld (1795–1863) und dessen erster Ehefrau Juliane, geborene Gebser (1800–1844). Der Regierungspräsident von Stettin Hugo von Sommerfeld (1833–1912) war sein älterer Bruder.

### Militärkarriere
Nach seinem Abitur trat Sommerfeld am 10. November 1855 als Fahnenjunker in das 2. Garde-Regiment zu Fuß der Preußischen Armee ein und avancierte Anfang Januar 1857 zum Sekondeleutnant. 1862 wurde er Regimentsadjutant, stieg Mitte Dezember 1864 zum Premierleutnant auf und war 1866 während des Deutschen Krieges Führer der 3. Kompanie des IV. Bataillons. Von Leipzig aus rückte es in südwestlicher Richtung auf Bayreuth vor und sollte im Rücken der Bayern operieren, um damit der Mainarmee Luft zu verschaffen. Unter Beförderung zum Hauptmann wurde Sommerfeld am 22. März 1868 Chef der 8. Kompanie. Bei der Mobilmachung anlässlich des Krieges gegen Frankreich kommandierte man ihn als Adjutant zum Oberkommando der 3. Armee unter Kronprinz Friedrich Wilhelm. In dieser Eigenschaft nahm Sommerfeld an den Kämpfen bei Weißenburg, Wörth, Beaumont und Sedan sowie der Belagerung von Paris teil. 
Er wurde mit dem Eisernen Kreuz II. Klasse ausgezeichnet und nach dem Friedensschluss Ende April 1872 unter Aggregation des Generalstabes der Armee zur Gesandtschaft nach Brüssel kommandiert. Bis Mitte September 1880 stieg Sommerfeld zum Oberstleutnant auf und am 25. Januar 1881 wurde er unter Stellung à la suite des Generalstabes der Armee zum 1. Direktionsmitglied der Kriegsakademie ernannt. Am 23. Juli 1881 erhielt er den Rang und die Gebührnisse eines Regimentskommandeurs. Unter Belassung à la suite des Generalstabes der Armee erfolgte dann am 9. Januar 1883 seine Ernennung zum persönliche Adjutanten des Kronprinzen. In dieser Eigenschaft Mitte April 1885 zum Oberst befördert, wurde Sommerfeld Anfang November 1886 unter Belassung in seinem Kommando zur Dienstleistung beim Generalstab des Gouvernements Mainz kommandiert. Kurzzeitig war er vom 14. Februar bis zum 16. April 1888 Kommandant von Altona und der in Hamburg stationierten Truppen. Anschließend wurde Sommerfeld mit Pension und seiner bisherigen Uniform der Abschied bewilligt.
In Würdigung seiner Verdienste erhielt er im Mai 1888 das Komturkreuz des Königlichen Hausordens von Hohenzollern sowie am 18. Oktober 1895 den Charakter als Generalmajor. Er verstarb unverheiratet in Berlin.